# پای مرغ
پای مرغ بخشی از بدن مرغ است که در کشورهای چین، کره، ترینیداد، جامائیکا، آفریقای جنوبی، پرو، دومینیکن، مکزیک، فیلیپین، خاورمیانه و ویتنام خورده می‌شود. بیشتر بافت‌های موجود در پای مرغ شامل پوست و تاندون بدون ماهیچه است که این بافت را از بقیه گوشت مرغ متفاوت می‌کند. استخوان‌های کوچک پای مرغ خوردن آن را برای برخی دشوار می‌کند، از این رو باید پیش از خوردن آنها را جدا کرد. به دلیل مقدار زیاد پوست، پای مرغ بسیار ژلاتینی است.